# Rövidcsőrű ausztrálposzáta
A rövidcsőrű ausztrálposzáta (Smicrornis brevirostris) a madarak osztályának verébalakúak (Passeriformes) rendjébe, az ausztrálposzáta-félék (Acanthizidae) családjába tartozó Smicrornis nem egyetlen faja. A családot egyes szervezetek a gyémántmadárfélék (Pardalotidae) családjának Acanthizinae alcsaládjaként sorolják be.

## Rendszerezése
A fajt John Gould angol ornitológus írta le 1838-ban, a Psilopus nembe Psilopus brevirostris néven.

## Alfajai
- Smicrornis brevirostris brevirostris (Gould, 1838)
- Smicrornis brevirostris flavescens Gould, 1843
- Smicrornis brevirostris occidentalis Bonaparte, 1850
- Smicrornis brevirostris ochrogaster Schodde & I. J. Mason, 1999[1]

## Előfordulása
Ausztrália területén honos. Természetes élőhelyei a szubtrópusi és trópusi síkvidéki és hegyi esőerdők, mérsékelt övi erdők, száraz szavannák és bokrosok, valamint szántóföld, legelők és városi környezet. Állandó, nem vonuló faj.

## Megjelenése
Testhossza 10 centiméter, testtömege 6 gramm.
|  |

## Életmódja
Ízeltlábúakkal táplálkozik, de fogyaszt magvakat is.

## Természetvédelmi helyzete
Az elterjedési területe rendkívül nagy, egyedszáma ugyan csökken, de még nem éri el kritikus szintetcsökken. A Természetvédelmi Világszövetség Vörös listáján nem fenyegetett fajként szerepel.